# Tommy Lindgren
Tommy Karl Lindgren född 11 februari 1973, bland annat ordförande i IK Sirius sedan april 2022. 
Tommy Lindgren är varumärkesstrateg och han grundade 1996 reklambyrån Zellout där han arbetade med affärs- och varumärkesstrategier samt som vd. Sedan 2021 är han verksam i strategiska byrån Speye som är ett av Zellouts två dotterbolag. Det andra är produktionsbyrån Smatter. 
Tommy Lindgren har varit ordförande i Sveriges kommunikationsförbunds Effektkommitté och var en av de drivande när Effektprinciperna lanserades 2019, lite förenklat en metod för att kunna mäta resultat av olika kommunikationsinsatser. Han har dessutom suttit i juryn för internationella Effie Awards och har på hemmaplan deltagit i flera olika juryarbeten, bland annat för 100 Wattaren samt Strategy Awards.